# Baláta-tó
Baláta-tó är en sjö i Ungern.   Den ligger i provinsen Somogy, i den västra delen av landet, 190 km sydväst om huvudstaden Budapest. Baláta-tó ligger 154 meter över havet.